# ビー・ザ・マン
「ビー・ザ・マン」（英: Be the Man）は、セリーヌ・ディオンのアルバム『レッツ・トーク・アバウト・ラヴ』からの2枚目のシングル。1997年11月13日に日本国内のみで発売された。

## 概要
「ビー・ザ・マン」は日本のフジテレビ系ドラマ『イヴ 〜 Santaclaus Dreaming 〜』の挿入歌として書き下ろされ、1997年11月13日にリリースされたサウンドトラックアルバムに収録された。このドラマに使用されたサウンドトラック版の歌詞はシングル／アルバム版から多少変更されており、サビにおける最初と最後の2回の「Be the man」が「On this night」に置き換えられている他、AメロとCメロ部分の歌詞も一部変更されている。ただし、後に日本盤のアルバムやベスト盤に掲載された対訳は、このサウンドトラック版のものをそのまま使用しているため和訳が歌詞に対応していない個所がある。また、『イヴ』においては他にも「パワー・オブ・ラヴ」や「ラヴ・ストーリーズ」、「マイ・ハート・ウィル・ゴー・オン」といったセリーヌ・ディオンの恋愛バラード曲が複数挿入歌として使用されている。
英語と日本語2つのバージョンがある。（日本語詞:湯川れい子）ミュージック・ビデオは制作されていない。
ソニー・ミュージックエンタテインメントは日本における「トゥ・ラヴ・ユー・モア」の大ヒットの再燃を狙っていた。「ビー・ザ・マン」はオリコンチャートで24位に達し、プラチナに認定された。
時を同じくしてイギリスでリリースされた「ザ・リーズン」のカップリング曲としても収録された。
「ビー・ザ・マン」はアルバム『レッツ・トーク・アバウト・ラヴ』の北米版には収録されていない。英語バージョンは後にディオンのベストアルバム『ザ・ベリー・ベスト』の日本版に収録され、日本語バージョンは2000年にリリースされたベストアルバム『ザ・スペシャル・ベスト』に収録され、全世界で一般に入手可能となった。
- 調：ト長調（G）

## 収録曲
日本版8cmCDマキシシングル
1. 「ビー・ザ・マン」(アルバム・ヴァージョン) – 4:39
2. 「ビー・ザ・マン」(ジャパニーズ・ヴァージョン) – 4:39
3. 「ビー・ザ・マン」(カラオケ・ヴァージョン) – 4:39

## チャート
| チャート (1997年)              | 最高位 |
| ------------------------------ | ------ |
| 日本オリコン・シングルチャート | 24     |